# 八街市
八街市（やちまたし）は、千葉県の中部に位置する市。
都市雇用圏においては東京都市圏に含まれる。基幹産業として近郊農業が盛んであり、落花生の生産量は日本一である。

## 概要
明治時代に入ると明治新政府の政策により、江戸幕府の放牧地であった小金・佐倉両牧の開墾順序ではなく開墾の計画順に新しい地名が付けられ、8番目に予定されていた入植地として八街と命名された。1992年（平成4年）に印旛郡八街町が市制施行して八街市が発足した。
防風保安林と落花生の野積みによる特徴的な農村景観を有する。「八街市南部の防風保安林と落花ぼっち」が千葉県教育委員会によって「県民が選ぶ!『ちば文化的景観』」に選定されている。179ヘクタールの森林が防風保安林に指定されている。

## 地理
千葉県のほぼ中央部に位置し、県庁所在地である千葉市から約20キロメートルの距離である。東京都の都心から約50 - 60キロメートル圏内である。都市雇用圏における東京都市圏に含まれ、千葉市への通勤率は13.7%（平成22年国勢調査）。印旛郡市にも含まれる。
下総台地の上にあるため地盤は固く、標高は14 - 70メートルとなっているため、地震と水害に強いとされる。

### 市域
市の中央部は市街地を形成し、周囲には平坦な畑作地帯が広がっているほか、南西部及び北部に水田地帯が点在している。
- 東西に短く約7.7キロメートル[3]
- 南北に長く約16キロメートル[3]
- 面積は74.94平方キロメートル[3]

国道409号線や県道22号線沿いにはスーパー、ホームセンターなどの量販店や飲食店が林立している。

### 気候
冬は周辺の佐倉市や成田市同様、千葉県の中では寒い内陸性気候の地域で、朝は連日氷点下まで下がり、氷点下10度近い冷え込みになることもある。
冬明けから春先にかけて、ピーナッツ畑に何も植えられていない上、畑の土壌は関東ローム層のために春風によって強い砂ぼこりが起こり、地元では「やちぼこり（俗称）」と呼ばれる。正式名称はちり煙霧という。

### 隣接する自治体・行政区
- 千葉市
  - 若葉区
- 佐倉市
- 富里市
- 東金市
- 山武市
- 印旛郡
  - 酒々井町

### 人口
2005年の国勢調査で7万5735人を記録して以降は減少傾向にある。2021年の人口は約6万6000人。
| |                                        |  |
| 八街市と全国の年齢別人口分布（2005年） | 八街市の年齢・男女別人口分布（2005年） |  |
| ■紫色 ― 八街市 ■緑色 ― 日本全国 | ■青色 ― 男性 ■赤色 ― 女性              |  |
| 八街市（に相当する地域）の人口の推移 \| 1970年（昭和45年） \| 25,357人 \| \| \| 1975年（昭和50年） \| 28,511人 \| \| \| 1980年（昭和55年） \| 31,939人 \| \| \| 1985年（昭和60年） \| 37,532人 \| \| \| 1990年（平成2年） \| 50,036人 \| \| \| 1995年（平成7年） \| 65,218人 \| \| \| 2000年（平成12年） \| 72,595人 \| \| \| 2005年（平成17年） \| 75,735人 \| \| \| 2010年（平成22年） \| 73,212人 \| \| \| 2015年（平成27年） \| 70,734人 \| \| \| 2020年（令和2年） \| 67,455人 \| \| |                                        |  |
| 総務省統計局 国勢調査より |                                        |  |
| 1970年（昭和45年） | 25,357人                               |  |
| 1975年（昭和50年） | 28,511人                               |  |
| 1980年（昭和55年） | 31,939人                               |  |
| 1985年（昭和60年） | 37,532人                               |  |
| 1990年（平成2年） | 50,036人                               |  |
| 1995年（平成7年） | 65,218人                               |  |
| 2000年（平成12年） | 72,595人                               |  |
| 2005年（平成17年） | 75,735人                               |  |
| 2010年（平成22年） | 73,212人                               |  |
| 2015年（平成27年） | 70,734人                               |  |
| 2020年（令和2年） | 67,455人                               |  |

## 歴史
令制国時代は下総国に含まれ、廃藩置県の時代は印旛県に属していた。

### 沿革
- 1872年（明治5年）11月2日 - 八街村が誕生[3]。
- 1889年（明治22年）4月1日 - 町村制の施行により、八街村、文違村、榎戸新田、大関新田、雁丸新田の区域を以って改めて印旛郡八街村が発足する[3]。
- 1919年（大正8年）1月1日 - 八街村が町制を施行して八街町が発足する[3]。
- 1954年（昭和29年）
  - 10月31日 - 山武郡日向村のうち、大木、木原地区の一部を編入。
  - 11月1日 - 川上村と合併し、改めて八街町が発足[3]。
- 1956年（昭和31年）4月1日 - 山武郡山武町沖渡の一部を編入。
- 1992年（平成4年）4月1日 -  八街町が市制施行して八街市が発足する[3]。千葉県で30番目の市制施行であった[3]。

### 地名の由来
- 明治時代初期、新政府の政策により徳川幕府の放牧地であった小金牧・佐倉牧の開墾が進められることとなり、開墾局が開庁した。
- 明治2年5月25日（1869年7月4日） - 開墾着手の順序によって以下の地名が命名された。八街（やちまた）という地名はこれに始まる。旭市や匝瑳市などと同様に、一部の地名にいろは順が用いられている。

| - 初富はつとみ（現在は鎌ケ谷市域） - 二和ふたわ（現在は船橋市域） - 三咲みさき（現在は船橋市域） - 豊四季とよしき（現在は柏市域） - 五香ごこう（現在は松戸市域） - 六実むつみ（現在は松戸市域） - 七栄ななえ（現在は富里市域） | - 八街やちまた（現在は八街市域） - 九美上くみあげ（現在は香取市域） - 十倉とくら（現在は富里市域） - 十余一とよいち（現在は白井市域） - 十余二とよふた（現在は柏市域） - 十余三とよみ（現在は成田市域および香取郡多古町域） |

## 行政

### 市長
- 八街市長 - 北村 新司（きたむら しんじ）

2010年（平成22年）11月28日初当選（62歳、無所属）、12月11日就任。2014年（平成26年）11月16日、無投票で2選（66歳）、12月11日再任。現在4期目で、任期満了日は2026年（令和8年）12月10日。
- 八街副市長 - 大木 俊行

2022年（令和4年）4月1日就任。任期満了日は2025年（令和7年）3月31日。

#### 歴代首長
- 出典 -（外部リンク） 八街市役所総務部秘書 (2012年). “歴代市長・歴代副市長・歴代教育長” (PDF). 平成23年版統計書.   八街市. 2018年3月29日閲覧。

歴代八街町長
八街市役所は、1919年（大正8年）1月1日に発足した第一次八街町と、1954年（昭和29年）11月1日に川上村と合体（新設合併）したうえで発足した第二次八街町とを完全に区別している様子で、八街市役所が解説する「歴代八街町長」は、第二次八街町歴代町長のことである。
首長の代数（歴代）の数え方は何種類もあるが、本節では a, b を添える形で書き分けながら解説する。表示欄では「代a」「代b」という名で2種類を記載した。a は就任のあるたびにカウントする方式に基づく代数であり、b は同一人物による連続就任をカウントしない方式に基づく代数である。第二次八街町と八街市は a の方式を採っているが（他の例：八王子市、弘前市、浜松市）、b の方式を採る自治体も多く（例：京都市、大垣市）、a と b の違いを認識しないまま単純に比較すると誤解が生まれる。なお、返り咲きがあろうとも同一人物を1カウントとする方式もあるが、これを第二次八街町に当てはめた場合、町長は全4代ということになる。
| 代a | 代b | 氏名      | 就任年月日                 | 退任年月日                 | 備考 |
| --- | --- | --------- | -------------------------- | -------------------------- | --- |
| 1   | 1   | 池田 瀧治 | 1954年（昭和29年）12月11日 | 1958年（昭和33年）12月11日 | 八街町が川上村と合体（新設合併）したうえで、改めて八街町（第二次八街町）を発足し、池田瀧治が初代町長に就任。1期目4年を満了。 |
| 2   | 1   | 池田 瀧治 | 1958年（昭和33年）12月11日 | 1962年（昭和37年）12月10日 | 2期目4年を満了。 |
| 3   | 2   | 山本 昇   | 1962年（昭和37年）12月11日 | 1966年（昭和41年）12月10日 | 1期4年を満了。 |
| 4   | 3   | 池田 瀧治 | 1966年（昭和41年）12月11日 | 1970年（昭和45年）12月10日 | 通算3期目4年を満了。 |
| 5   | 4   | 内山 正吉 | 1970年（昭和45年）12月11日 | 1974年（昭和49年）12月10日 | 1期4年を満了。 |
| 6   | 5   | 山本 昇   | 1974年（昭和49年）12月11日 | 1978年（昭和53年）12月10日 | 通算2期目4年を満了。 |
| 7   | 5   | 山本 昇   | 1978年（昭和53年）12月11日 | 1982年（昭和57年）12月10日 | 通算3期目4年を満了。 |
| 8   | 6   | 原口 行光 | 1982年（昭和57年）12月11日 | 1986年（昭和61年）12月10日 | 1期目4年を満了。 |
| 9   | 6   | 原口 行光 | 1986年（昭和61年）12月11日 | 1990年（平成2年）12月10日  | 2期目4年を満了。 |
| 10  | 6   | 原口 行光 | 1990年（平成2年）12月11日  | 1992年（平成4年）3月31日   | 3期目の満了を待たず、市制施行の前日に退任し、翌日、市長に就任。                                                              |

歴代八街市長
八街市は第二次世界大戦後の生まれ、平成生まれで、完全普通選挙時代の到来以降に成立した市である。したがって、八街市長選挙は第1回から公選であった。官選時代は存在しない。
| 代a         | 代b         | 氏名        | 就任年月日                 | 退任年月日                 | 備考 |
| 公 選 市 長 | 公 選 市 長 | 公 選 市 長 | 公 選 市 長                | 公 選 市 長                | 公 選 市 長 |
| ----------- | ----------- | ----------- | -------------------------- | -------------------------- | --- |
| 1           | 1           | 原口 行光   | 1992年（平成4年）4月1日    | 1994年（平成6年）12月10日  | 市制施行の前日に第二次八街町第10代町長を退任し、翌日、初代市長に就任。町長時代から継続する3期目の任期4年を満了して退任。 |
| 2           | 2           | 長谷川 健一 | 1994年（平成6年）12月11日  | 1998年（平成10年）12月10日 | 1期目4年を満了。 |
| 3           | 2           | 長谷川 健一 | 1998年（平成10年）12月11日 | 2002年（平成14年）12月10日 | 2期目4年を満了。 |
| 4           | 2           | 長谷川 健一 | 2002年（平成14年）12月11日 | 2006年（平成18年）12月10日 | 3期目4年を満了。 |
| 5           | 2           | 長谷川 健一 | 2006年（平成18年）12月11日 | 2010年（平成22年）12月10日 | 2006年（平成18年）11月26日、70歳で4選。4期目4年を満了。                                                                  |
| 6           | 3           | 北村 新司   | 2010年（平成22年）12月11日 | 2014年（平成26年）12月10日 | 2010年（平成22年）11月28日、62歳で初当選。無所属。1期目4年を満了。                                                       |
| 7           | 3           | 北村 新司   | 2014年（平成26年）12月11日 | 2018年（平成30年）12月10日 | 2014年（平成26年）11月16日、66歳、無投票で2選。2期目4年を満了。                                                          |
| 8           | 3           | 北村 新司   | 2018年（平成30年）12月11日 | 2022年（令和4年）12月10日  | 2018年（平成30年）11月18日、70歳、無投票で3選。3期目4年を満了。                                                          |
| 9           | 3           | 北村 新司   | 2022年（令和4年）12月11日  | （現職）                   | 2022年（令和4年）11月20日、74歳で4選。任期満了日は2026年12月10日。                                                       |

### 役所・施設

#### 市役所
- 八街市役所 - 八街ほ35-29

#### 税務署
- 成田税務署 - 成田市加良部1-15に所在。東京国税局管内税務署の一つ。管轄区域は、成田市、佐倉市、四街道市、八街市、印西市、白井市、富里市、印旛郡。

#### 他の市民サービス施設
- （外部リンク）八街市役所総務部秘書広報課. “公共施設利用案内”. 公共ウェブサイト.   八街市. 2018年3月30日閲覧。

市の施設
- 八街市立図書館 - 八街ほ800-1

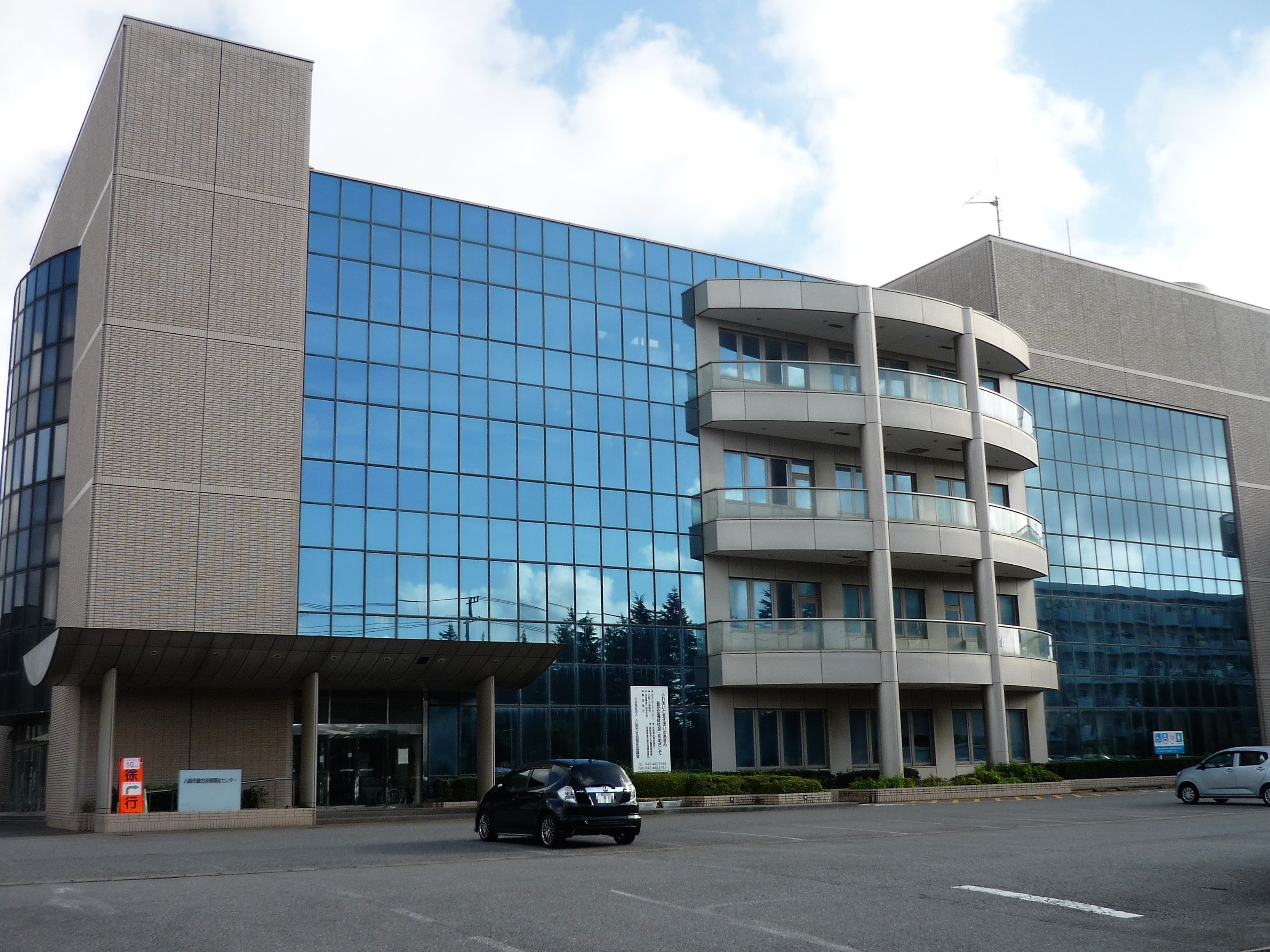
八街市総合保健福祉センター

- 八街市視聴覚教材センター - 八街市立図書館内に所在。
- 八街市中央公民館 - 八街ほ796-1
- 八街市郷土資料館 - 八街ほ800-3
- 八街市スポーツプラザ - 八街い84-10
- 八街市総合保健福祉センター
- 市営運動場
  - 中央グラウンド、東部グラウンド、西部グラウンド、南部グラウンド、北部グラウンド、榎戸サッカー場
- やちまたキャンプ場 - 用草458-1
- 八街中央公園テニスコート - 八街ほ

県の施設
- 千葉県畜産総合研究センター - 八街へ16-1
- 千葉県農業総合研究センター育種研究所畑作物育種研究室落花生試験地 - 八街へ199

国の施設
- 八街少年院 - 滝台1766。東京矯正管区内少年院の一つ。

その他
- 東京都八街学園 - 八街に151。東京都福祉保健局管内児童養護施設の一つ。

### 警察・消防・司法
八街市に警察署は所在せず、隣接する佐倉市に所在する佐倉警察署が市内全域を管轄する。通常の交番よりも規模の大きい八街幹部交番（八街市八街ほ）が設置されており、八街市内における車庫証明などの手続きは佐倉警察署ではなく、八街幹部交番で行う。
- 佐倉警察署 - 佐倉市表町3-17-1に所在。千葉県警察第4方面警察署の一つで、方面代表署。管轄区域は佐倉市、八街市、印旛郡酒々井町。
  - 八街幹部交番
  - 吉倉交番
  - 榎戸交番
  - 八街駅前交番
  - 西林駐在所
  - 山田台駐在所

- 佐倉市八街市酒々井町消防組合
  - 佐倉市八街市酒々井町消防組合消防本部 - 佐倉市大蛇町281に所在。
    - 八街消防署 - 八街ほ584-2
      - 南部出張所 - 上砂48-20
- 八街市消防団 - 事務所は、八街市防災課（八街ほ35-29）に所在。全25分団[7]。

- 東京高等裁判所 管轄区域
- 千葉地方裁判所佐倉支部 管轄区域
  - 佐倉簡易裁判所 - 佐倉市弥勒町92に所在。
- 千葉家庭裁判所佐倉支部 管轄区域

- 千葉地方検察庁佐倉支部 - 佐倉区検察庁内に所在。
  - 佐倉区検察庁 - 佐倉市弥勒町94に所在。

### 浄水・処理施設
- 採水源 - 市内の深井戸8本（榎戸1 - 5号井、大木1・3・4号井）の地下水原水、および、印旛郡市広域市町村圏事務組合から供給される浄水（榎戸系1、大木系1）。[8]
- 第1配水場（大木配水場） - 大木671-55。[8]
- 第2配水場（榎戸配水場） - 榎戸415。応急給水拠点でもある。[8]
- 八街市クリーンセンター - 用草500番地他 地先に所在。焼却処理施設。2002年度（平成14年度）使用開始。
- 印旛衛生施設管理組合 - 当組合は、佐倉市、四街道市、八街市、富里市、酒々井町の、4市1町で組織されている。1963年（昭和38年）4月5日設立。
  - 汚泥再生処理センター - 佐倉市宮本332に所在。し尿及び浄化槽汚泥の処理施設。2002年（平成14年）使用開始。[9]

- 八街市一般廃棄物最終処分場 - 用草滝ノ谷津339。山間埋立施設。1981年度（昭和56年度）使用開始。2024年度終了予定。[10]

## 議会

### 市議会
- 定数：20名
- 任期：2023年（令和5年）9月16日〜2027年（令和9年）9月15日
- 議長 ： 山口孝弘（誠和会）
- 副議長 ： 小澤孝延（やちまた21）

| 会派名     | 議席数 | 議員名（◎は代表）                                           |
| ---------- | ------ | ----------------------------------------------------------- |
| 誠和会     | 6      | ◎小菅耕二、山口孝弘、木村利晴、鈴木広美、小川喜敬、小山昌弘 |
| 公明党     | 4      | ◎角麻子、木内文雄、栗林澄恵、清水顕司                       |
| やちまた21 | 3      | ◎加藤弘、林政男、小澤孝延                                   |
| CHANGE八街 | 3      | ◎桜田秀雄、木村由希子、後藤祐樹                             |
| 日本共産党 | 2      | ◎丸山わき子、若泉聡志                                       |
| 新誠会     | 2      | ◎小高良則、石井孝昭                                         |

### 県議会
- 選挙区：八街市選挙区
- 定数：1名
- 任期：2023年（令和5年）4月30日〜2027年（令和9年）4月29日

| 氏名     | 会派名                     | 当選回数 |
| -------- | -------------------------- | -------- |
| 山本義一 | 自由民主党千葉県議会議員会 | 5        |

### 衆議院
- 選挙区：千葉9区（千葉市若葉区・佐倉市・四街道市・八街市）
- 投票日：2024年10月27日
- 当日有権者数：401,047人
- 投票率：50.64％

| 当落 | 候補者名   | 年齢 | 所属党派     | 新旧別 | 得票数   | 重複 |
| ---- | ---------- | ---- | ------------ | ------ | -------- | ---- |
| 当   | 奥野総一郎 | 60   | 立憲民主党   | 前     | 86,335票 | ○    |
|      | 田宮寿人   | 35   | 自由民主党   | 新     | 65,963票 | ○    |
|      | 田沼隆志   | 48   | 日本維新の会 | 元     | 33,034票 | ○    |
|      | 山崎温之   | 72   | 日本共産党   | 新     | 11,385票 |      |

## 地域

### 郵便事業

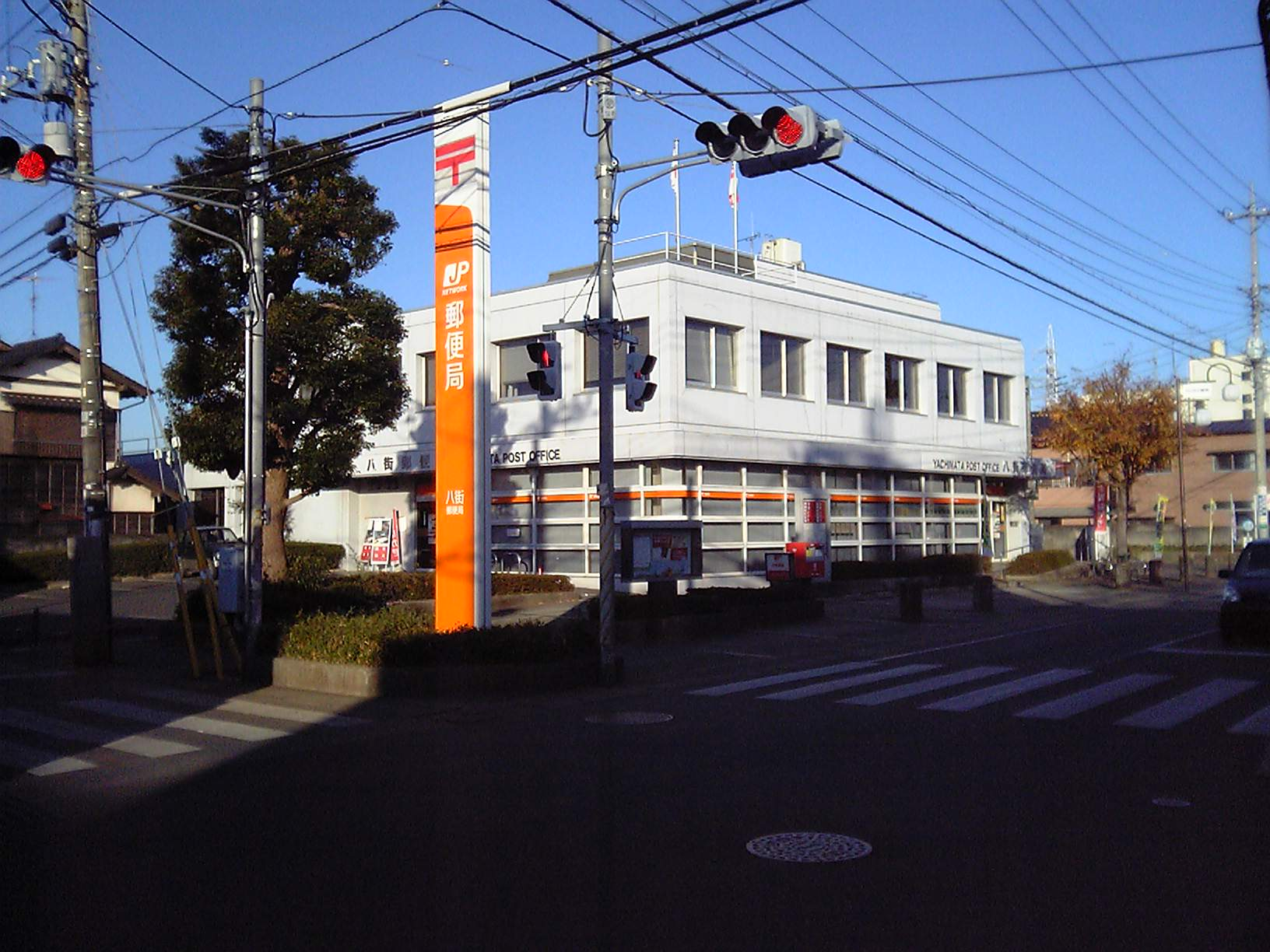
八街郵便局

- 八街郵便局 - 八街ほ234
- 南八街郵便局 - 八街に52−2
- 八街文違郵便局 - 文違301-853
- 川上郵便局 - 勢田842-5
- 八街山田台郵便局 - 山田台127-2
- 榎戸駅前郵便局 - 八街ろ183-158

### 医療機関
医療提供施設は特筆性の高いもののみを記載する。
夜間休日救急医療
- 印旛市郡小児初期急病診療所 - 佐倉市江原台2-27に所在。
- 成田市急病診療所 - 成田市赤坂1-3-1に所在。

一次医療圏
- 新八街総合病院 - 総合病院。八街ほ137-1。診療科目：内科、小児科、外科、胃腸科、耳鼻科、整形外科、脳神経外科、泌尿器科、皮膚科、婦人科、リハビリテーション科、眼科、歯科、小児歯科、口腔外科。
- 長谷川病院 - 八街に85。診療科目：内科、皮膚科、整形外科、泌尿器科、リハビリテーション科。
- 南八街病院 - 四木1241-2。診療科目：精神科、神経科、内科。
- 海保病院 - 八街ほ386。診療科目：外科、内科（消化器）、整形外科、リハビリテーション科。
- 榎戸クリニック - 榎戸558-1。診療科目：内科、小児科、循環器科、呼吸器科。
- ひじかいクリニック - 文違301-3989。診療科目：内科、麻酔科、整形外科、外科。
- 湯沢クリニック - 八街ほ227-1。診療科目：内科、外科、小児科、リハビリテーション科。

広域医療圏
八街市が属する広域医療圏は、二次医療圏（二次保健医療圏）としては「印旛医療圏」（管轄区域：成田市、佐倉市、四街道市、八街市、印西市、白井市、富里市、酒々井町、栄町）である。
三次医療圏は「千葉県医療圏」（管轄区域：千葉県全域）。

### 教育

#### 高等学校
- 千葉県立八街高等学校
- 私立千葉黎明高等学校

#### 中学校
| - 八街市立八街中学校 - 八街市立八街北中学校 | - 八街市立八街中央中学校 - 八街市立八街南中学校 |

#### 小学校
| - 八街市立川上小学校 - 八街市立交進小学校 - 八街市立笹引小学校 - 八街市立朝陽小学校 - 八街市立実住小学校 | - 八街市立八街北小学校 - 八街市立八街東小学校 - 八街市立二州小学校 - 八街市立二州小学校沖分校 |

#### 特別支援学校
- 東京都八街学園 - 八街に151に所在。

#### その他
- 八街少年院（矯正施設・少年院）?

## 産業

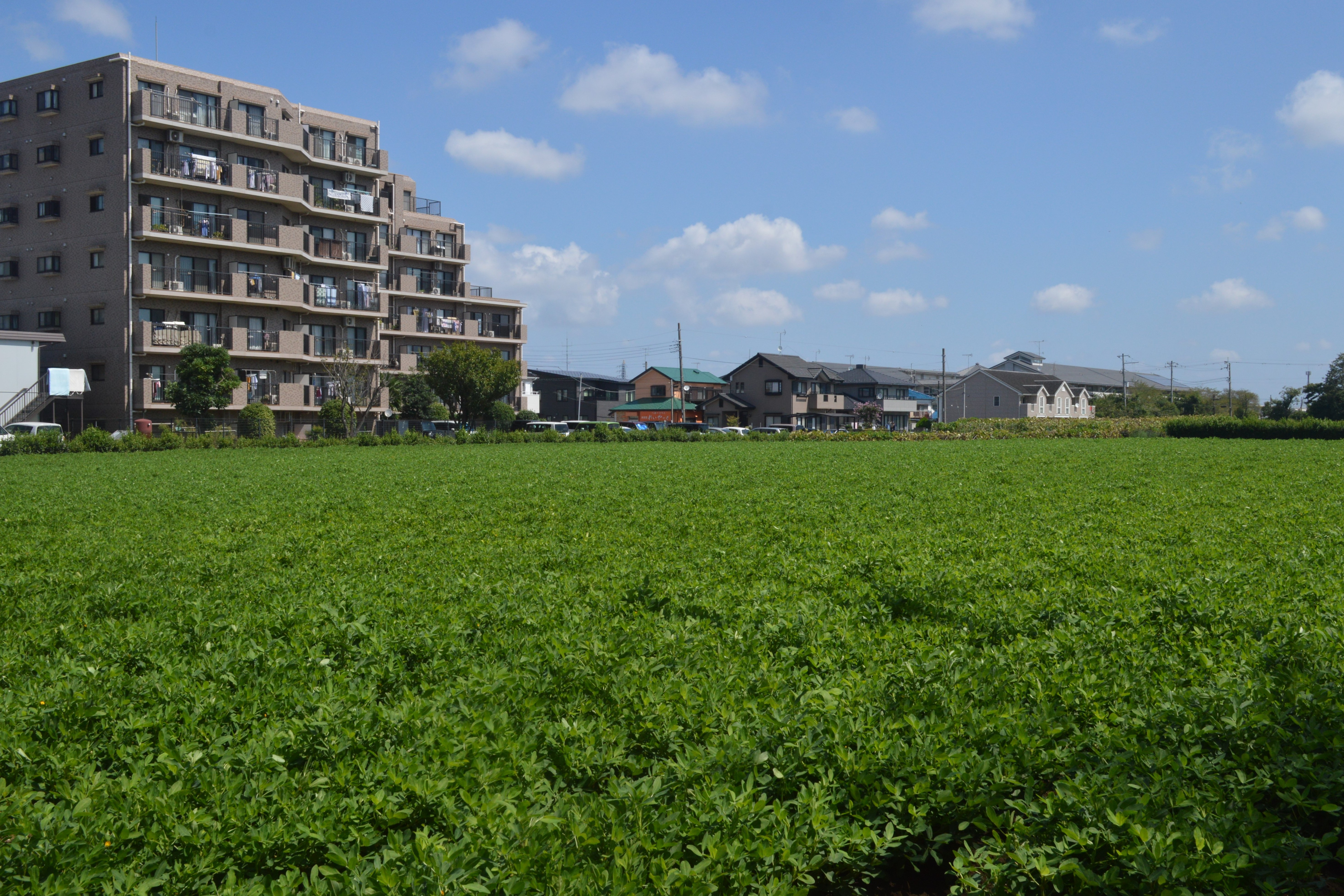
落花生畑

主に第1次産業（農業）中心で、ニンジン、サトイモ、ダイコン、スイカなど、野菜類の出荷が多い。落花生の生産量は日本一である。

### 商業

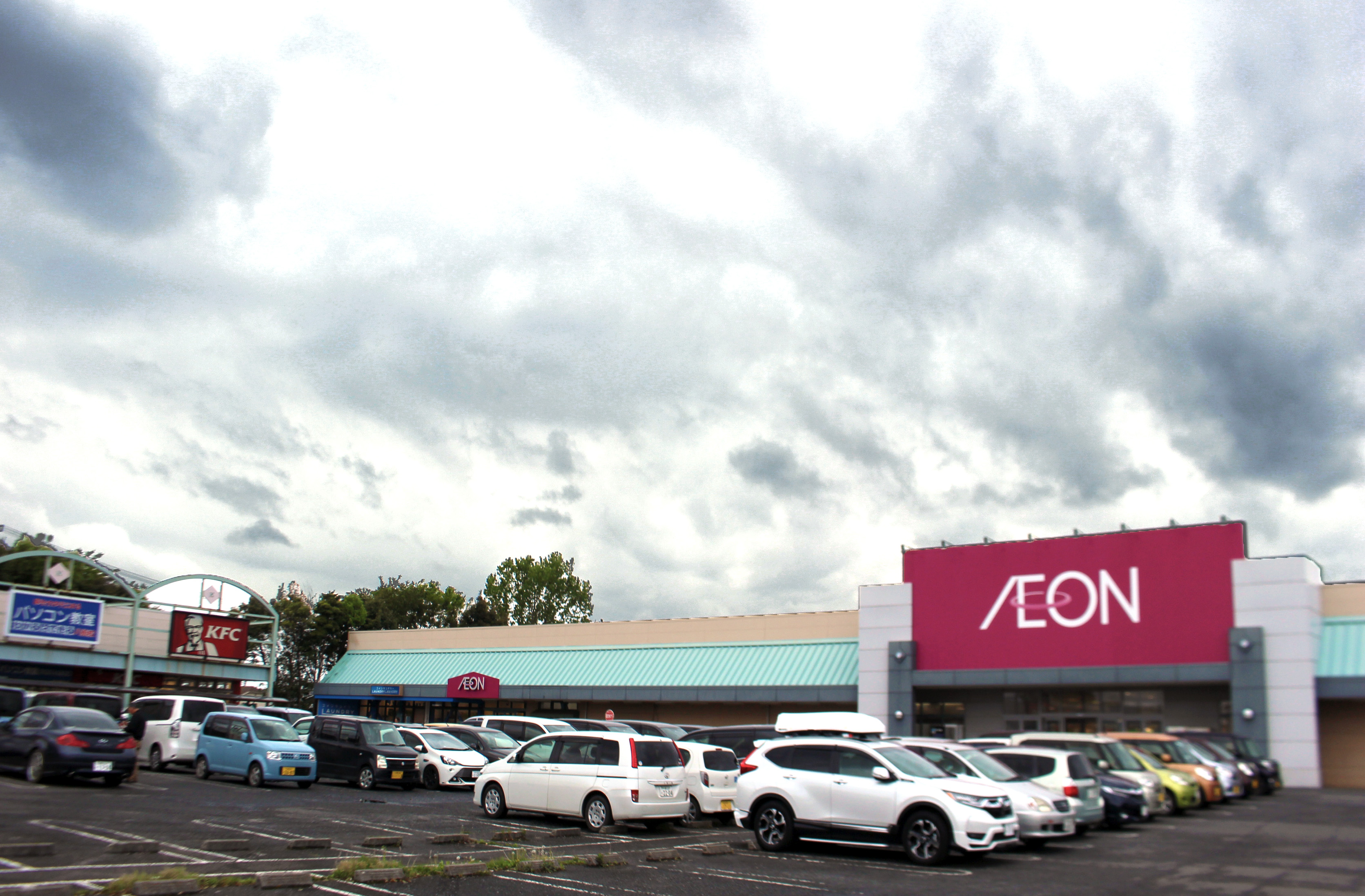
グリーンタウンやちまたショッピングセンター

スプロール現象が顕著であり、目立った中心市街地は形成されていない。また、ドーナツ化現象が進んでおり、駅前市街地よりも文違地区や五区地区を中心にロードサイド店舗の進出が目立っている。

#### 本社・本店を置く企業
- 八街観光自動車
- 八街観光旅行

主な小売店業
| - グリーンタウンやちまたショッピングセンター（イオン八街店が核店舗） - サンキ八街店 - しまむら八街店 - バースデイ 八街店 - ミヤマ新八街店 - 西松屋 八街店 - ワークマン 八街店 - カインズホーム 八街店 - ケーヨーデイツー 八街店 - コメリ八街中央店 - オートバックス やちまた店 - オートアールズ 八街店 - ヤマダデンキ テックランド八街店 - WonderGOO 八街店 - ベイシア 八街店 - スーパーセンタートライアル 八街店 - ダイレックス 八街店 - ランドロームフードマーケット八街店 - ランドロームフードマーケット東吉田店 - カスミ八街店 | - カスミ八街朝日店 - スーパータイヨー八街店 - トウズ八街店 - セイミヤ八街榎戸店 - 業務スーパー八街店 - ダイソー八街松林店 - ダイソー イオン八街店 - ダイソーPIACITY yachimata asahi店 - マツモトキヨシ八街榎戸店 - サンドラッグ八街店 - サンドラッグ東吉田店 - ドラッグセイムス八街朝日店 - カワチ薬品八街店 - カワチ薬品 八街文違店 - ドラッグセガミ八街店 - ヤックスドラッグ八街中央店 - ヤックスドラッグ 八街東店 - TRIDRUG GO八街北店 - クスリのアオキ 八街文違店 - ドラッグストアコスモス 八街店 - クリエイトＳ・Ｄ 八街富山店 - わくわく広場 八街店 - 元祖肉玉そば越智八街本店 |

## 交通
JR総武本線では列車の本数が若干増加しているが、路線バスは市南部、東金方面へ向かうものを中心に廃止、減便されている。市内に高速道路のインターチェンジはなく、主に東関東自動車道の佐倉IC・酒々井IC、千葉東金道路の山田IC・東金IC、圏央道の山武成東ICの利用が挙げられる。

### 鉄道路線
東日本旅客鉄道（JR東日本）
- 総武本線
  - 榎戸駅 - 八街駅

### バス路線

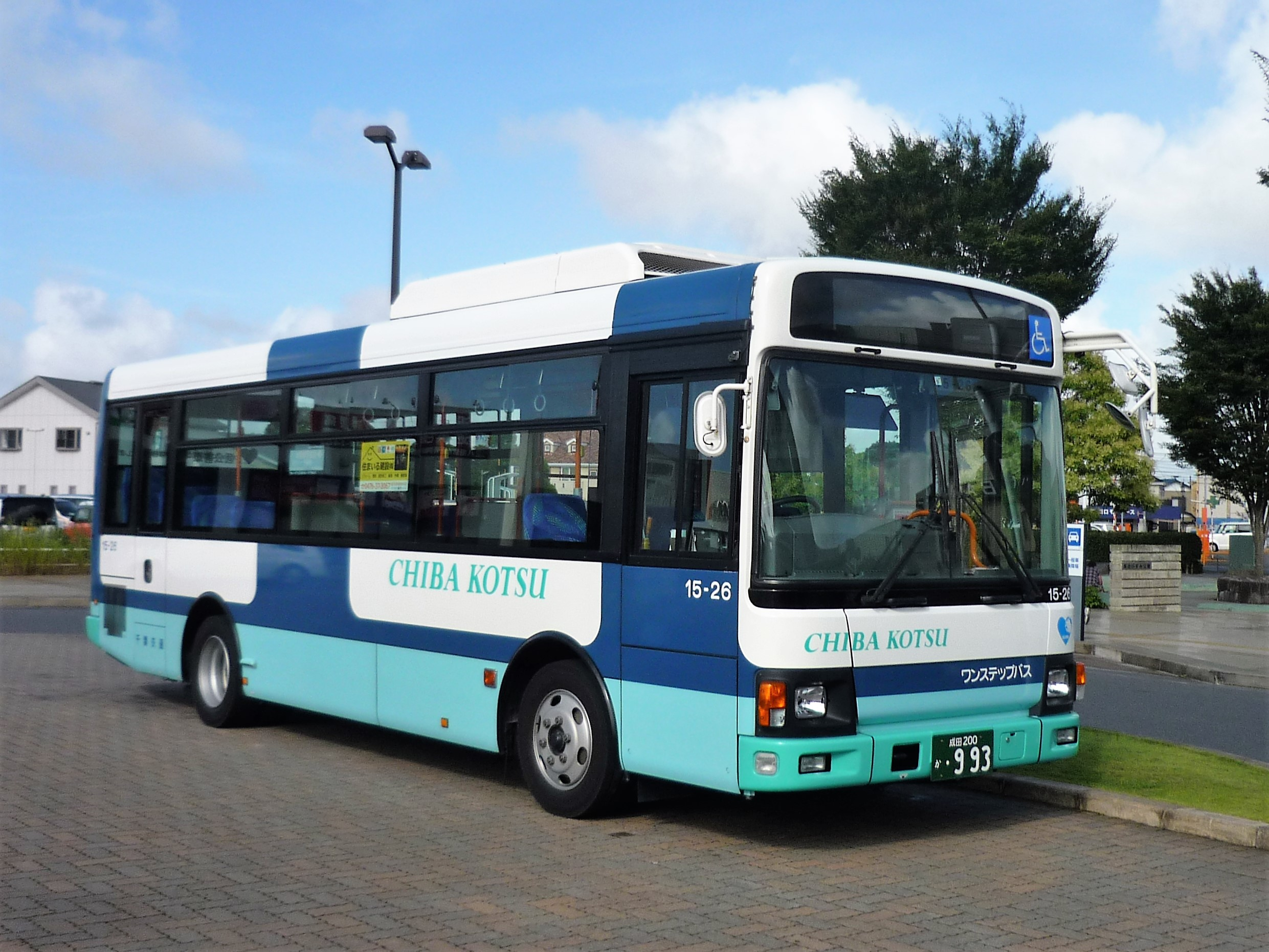
千葉交通（八街駅）

#### 路線バス
- 京成バス千葉イースト
- 九十九里鉄道
- 八街市ふれあいバス
- おまごバス（千葉市コミュニティバス）

### 道路

#### 国道
- 国道126号
- 国道409号

#### 県道
- 主要地方道
  - 千葉県道22号千葉八街横芝線
  - 千葉県道43号八街三里塚線
  - 千葉県道45号八日市場八街線
  - 千葉県道53号千葉川上八街線
  - 千葉県道76号成東酒々井線
  - 千葉県道77号富里酒々井線
  - 千葉県道83号山田台大網白里線
  - 八街バイパス
- 一般県道
  - 千葉県道215号八街停車場線
  - 千葉県道277号神門八街線
  - 千葉県道289号岩富山田台線
  - 千葉県道301号東金山田台線

## 名所・旧跡・観光スポット・祭事・催事

### 名所・旧跡・観光スポット
- 八街神社
- 寝釈迦
- ピーナッツの御土産屋（主に八街駅周辺、国道409号、千葉県道22号千葉八街横芝線、千葉県道43号八街三里塚線沿いなどに点在している）

### 祭事・催事

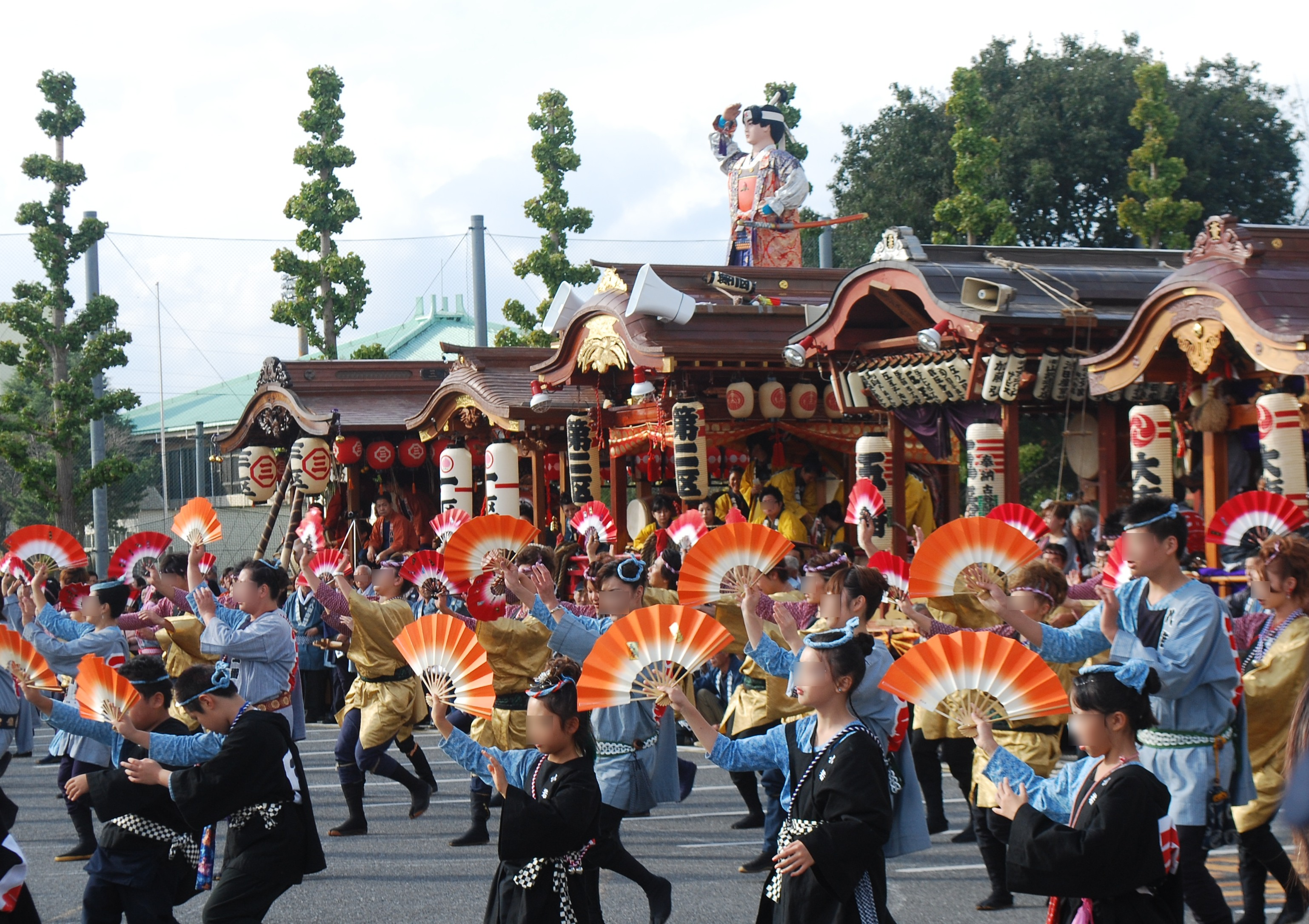
八街大祭での踊りの披露

- やちまた駅北口市（毎月第2日曜日）
- 八街市ピーナッツ駅伝大会（1月）
- 八街市ロードレース大会（2月）
- 八街市民音楽祭（5月）
- 八街ふれあい夏まつり（8月）
- 榎戸獅子舞奉納（10月）
- 八街大祭（11月）
- 八街市産業まつり（11月）

### 文化財
千葉県指定および国登録文化財一覧。
| 番号 | 指定・登録 | 類別                     | 名称                                                            | 所在地              | 所有者および管理者 | 指定年月日      | 備考     |
| ---- | ---------- | ------------------------ | --------------------------------------------------------------- | ------------------- | ------------------ | --------------- | -------- |
| 1    | 県指定     | 有形文化財（歴史資料）   | 小金原のしし狩り資料・色羽織1枚・村小旗2枚・稲葉神明社の絵馬1面 | 八街市八街ほ800-3他 | 個人・神明社他     | 昭和42年3月7日  | 3枚・1面 |
| 2    | 国登録     | 登録有形文化財（建造物） | 千葉黎明学園生徒館                                              | 八街市八街ほ628他   | 千葉黎明学園       | 平成25年3月29日 | 1件      |

## 出身有名人
昭和生まれ
- 北村新司 - 1948年（昭和23年）1月2日生まれ。政治家（第6-8代 八街市長）。
- 梶村充 - 1949年（昭和24年）3月2日生まれ。政治家（第48代横浜市会議長）父は元八街町議会議長　梶村知。
- 井口峰幸 - 1956年（昭和31年）1月25日生まれ。日本の陶芸家。創土会代表。千葉県指定伝統工芸品 大多喜焼 窯元。
- こせきこうじ - 1959年（昭和34年）2月5日生まれ。漫画家。
- モロ師岡 - 1959年（昭和34年）2月20日生まれ。俳優、コメディアン。
- 鶴岡法斎 - 1973年（昭和48年）9月20日生まれ。評論家、漫画原作者、コラムニスト。
- 北田俊亮 - 1980年（昭和55年）12月9日生まれ。格闘家（総合格闘家）。
- 諸岡愛美 - 1981年（昭和56年）5月16日生まれ。元タレント。
- 遠藤誠 - 1984年（昭和59年）7月1日生まれ。俳優。
- 高野耕平 - 1985年（昭和60年）4月3日生まれ。元プロサッカー選手（Jリーグ所属）。
- ふじのみさ - 1986年（昭和61年）1月16日生まれ。演歌歌手。所属レーベル日本クラウン。
- 平木良樹 - 1986年（昭和61年）10月17日生まれ。元プロサッカー選手（Jリーグ等所属）。

平成生まれ
- 王崎まりな - 1990年（平成2年）4月28日生まれ。元アイドル（サンスポアイドルリポーター SIR メンバー）。
- 吉田愛璃 - 1991年（平成3年）3月14日生まれ。歌手。ファッションモデル。
- 植草歩 - 1992年（平成4年）7月25日生まれ。空手家。東京オリンピック空手競技組手種目日本代表。
- 椎名ひかり - 1994年（平成6年）11月18日生まれ。アイドル。ファッションモデル。
- 御寺ゆき - 1994年（平成6年）12月20日生まれ。育ちは柏市。マジシャン。グラビアアイドル。女優。
- 里見紗李奈 - 1998年（平成10年）4月9日生まれ。出生地は千葉市。東京パラリンピックバドミントン日本代表。
- 松尾美月 - 2003年（平成15年）1月14日生まれ。女子サッカー選手。浦和レッズレディース所属。

### 名誉市民
八街町名誉市民条例は、1967年（昭和42年）3月11日に制定。1992年（平成4年）3月19日に八街町名誉町民条例を改正する形で八街市名誉町民条例が制定された。
八街町名誉町民
- 1967年（昭和42年）3月11日推挙 - 西村繁[16]：西村家3代目当主。開拓指導者、農業改革者。教育者、教育支援者（千葉黎明高等学校創立者等）[17]。
- 1973年（昭和48年）6月28日推挙 - 池田瀧治[16]：政治家（八街町長等）。
- 1976年（昭和51年）3月23日推挙 - 宮田清二郎[18]

八街町名誉町民条例名誉市民
- 八街市に移行後、2018年3月時点で名誉市民に新規で選ばれた者はいない。

### ゆかりのある人物
- 赤星たみこ - 1957年（昭和32年）5月6日、宮崎県生まれ。漫画家。市内在住。
- 榊みちこ - 生年不詳。青森県青森市出身。作詞家。活動歴は1976年（昭和51年）から。市内在住。

## 備考
- フジテレビ『奇跡体験!アンビリバボー』では、幸福を呼ぶひまわりの種の話で紹介されたことがある。保谷市（現・西東京市）の小学校の創立記念日のイベントで種を入れた封筒を風船に付けて飛ばしたところ市内の民家まで飛んできて、それを拾った小学生がテレビに放送された。
- 市制施行以来、警察署の設置を望む声が地元住民からあがっているが、隣市に・所在する佐倉警察署の管内とされたまま、新たな警察署の設置計画も今のところはない。ちなみに、通常の交番よりも規模が大きい八街幹部交番（八街市八街ほ）が設置されており、八街市内における車庫証明などの手続きは佐倉警察署ではなく八街幹部交番で行う。
- 戦時中の1941年（昭和16年）4月には陸軍八街飛行場が設置され、下志津陸軍飛行学校八街分教場が置かれていた。
- かつては富里市とともに新東京国際空港（現・成田国際空港）の候補地に挙げられていた。
- 市外（市内）局番は、一時期0472-92～5（現在の千葉市緑区で使われている043-292～5）だったのが、0434-4Xを経て、1992年に、千葉市と同じ043-44Xに変更された。